# Musculus triceps surae
De musculus triceps surae of driehoofdige kuitspier  is een samengestelde spier van de tweehoofdige musculus gastrocnemius en de musculus soleus. De musculus triceps surae vormt de achillespees, en wordt geïnnerveerd door de nervus tibialis.
Deze spier is betrokken bij de zogenaamde zweepslag, in het Engels 'calf strain' of 'torn calf muscle' genoemd.